# Lovecraft & Witch Hearts
Lovecraft & Witch Hearts, samlingsalbum på 2 skivor av Cradle of Filth utgivet 2002 på gruppens före detta skivbolag som, vid tillfället, hade rättigheterna till musiken från de tidigare albumen. Albumet, en dubbel-CD, gavs ut utan samråd med bandet.

## Låtlista
Disc 1
1. Creatures That Kissed In Cold mirrors
2. Dusk & Her Embrace
3. Beneath The Howling Stars
4. Her Ghost In The Fog
5. Funeral In Carpathia Be Quick Or Be Dead Version
6. Twisted Nails Of Faith
7. From The Cradle To Enslave
8. Saffron's Curse
9. Malice Through The Looking Glass
10. Cruelty Brought Thee Orchids
11. Lord Abortion

Disc 2
1. Once Upon Atrocity
2. Thirteen Autumns & A Widow Red October Mix
3. For Those Who Died Return To Sabbat Mix
4. Sodomy & Lust
5. Twisting Further Nails
6. Amor E Morte
7. Carmilla's Masque
8. Lustmord & Wargasm 2
9. Dawn Of Eternity
10. Of Dark Blood & Fucking stripped To The Bone Mix
11. Dance Macabre
12. Hell Awaits
13. Hallowed Be Thy Name